# Social-écologie
Ne doit pas être confondu avec Écosocialisme ou Écologie sociale.
La social-écologie est un courant politique cherchant « à lier question sociale et enjeux écologiques ». Théorisé par Éloi Laurent, il a principalement été employé en France par le Parti socialiste.

## Théorisation
Dans son livre éponyme de 2011, Éloi Laurent propose à travers la social-écologie « un modèle d’économie verte pour réduire les inégalités, préserver et conserver les ressources naturelles (p. 209), afin d'adapter le système capitaliste mondialisé au contexte de la crise écologique ».
L'universitaire Michel Gueldry indique que la social-écologie, représentée par Éloi Laurent en France, est une expression parmi d'autres de la « pensée écologique » avec la « sobriété heureuse » (Pierre Rabhi), l’éco-communalisme libertaire (Murray Bookchin), l’écosocialisme, l’écologie politique (« au sens de la vaste mouvance gauchisante issue des années 1960 et 1970, Hervé Kempf en France par exemple ») ou encore l’écologie profonde.

## Usages en France

### Dans le champ partisan
En 1992, Ségolène Royal, ministre de l'Environnement du gouvernement Pierre Bérégovoy, déclare lors de l'émission politique L'Heure de vérité : « si je voulais résumer d’un mot, moi je suis une social-écologiste » après avoir précisé que pour elle : « l’environnement c’est aussi un humanisme » et que « ce qui me préoccupe ce sont les inégalités devant l’environnement, c’est comme cela que j’ai choisi mes priorités ». Pour elle justice sociale et environnement sont intimement liées.
Lors du Sommet de Rio de 1992, elle défendra la justice environnementale dans les rapports économiques Nord-Sud, la même année, s'en prenant aux États-Unis d'Amérique.
Laurent Fabius, dont le courant joue « un rôle déterminant dans l’évolution du discours écologique du Parti socialiste » selon l'universitaire Timothée Duverger, plaide en 2003 « pour une social-écologie » en appelant à ce que l'écologie devienne « centrale dans la définition des politiques du Parti socialiste »,.
En 2010, le PS situe la notion de social-écologie au centre de son nouveau projet : sur le plan de l'écologie, il prône alors une « éco-conditionnalité des allègements de charges pour les entreprises et une TVA éco-modulable » ainsi qu'une « contribution climat-énergie ». Interrogé en 2012 sur cette évolution, Jean-Luc Mélenchon, partisan de l'écosocialisme, définit la social-écologie comme « une écologie avec le souci du social. Ou bien du social avec une sensibilité écologiste. Ça reste en surface, sans toucher au fond du système. L’écosocialisme, c’est le socialisme. C’est la nouvelle définition de la démarche socialiste ». Lors de la campagne présidentielle de 2012, Aurélie Filippetti et plusieurs députés et membres du Pôle écologique du PS mettent en avant « la social-écologie de François Hollande contre le passif environnemental de la droite ».
Comme c'était déjà évoqué en 2009, la social-écologie devient le slogan du PS à partir de la campagne des élections départementales françaises de 2015, sous l'impulsion du Premier secrétaire Jean-Christophe Cambadélis,. Le terme intègre le logo du parti dans le courant de l'année, ainsi qu'une feuille ; cette évolution est perçue comme une main tendue des dirigeants socialistes envers les électeurs et adhérents d’Europe Écologie Les Verts, alors en voie de scission. Le Parti de gauche dénonce « un scandaleux hold-up du PS sur l’écosocialisme », dont le terme est repris par la motion de Jean-Christophe Cambadélis : celui-ci répond que « la social-écologie est défendue par Laurent Fabius depuis maintenant 10 ans. Jean-Luc Mélenchon le sait, il a fait partie en son temps de ce courant au Parti socialiste »,. Cette même année, Marie-Noëlle Lienemann, membre du bureau national du PS, s'interroge sur l'alternative entre social-écologie et écosocialisme, et estime que son parti est « toujours en train de tâtonner sur le concept. Car chaque terme a déjà été préempté par d'autres forces politiques ou associatives ». Elle choisit finalement le terme d'écosocialisme.
Le programme présenté par Benoît Hamon lors de sa campagne pour la primaire citoyenne de 2017 est qualifié de social-écologiste, ou d'écosocialiste. François de Rugy, président du Parti écologiste et candidat à cette même primaire, se présente également à cette occasion comme un tenant de la social-écologie. Lors de la campagne présidentielle de 2017, Éloi Laurent indique que « l'approche social-écologique et la nécessité d'une transition social-écologique ont progressé politiquement bien plus [qu'il n'aurait] pu l'imaginer il y a six ans, quand [il a] publié Social-écologie. On peut notamment le voir en consultant les programmes des deux candidats de gauche à l'élection présidentielle » (Benoît Hamon et Jean-Luc Mélenchon). Lors de la campagne pour les élections législatives de 2017, douze figures du PS menées par les anciens ministres Najat Vallaud-Belkacem, Mathias Fekl et Estelle Grelier, appellent à « réinventer la gauche de demain » en prônant une « social-écologie réformiste »,.
Lors de la campagne pour le congrès d'Aubervilliers (mars 2018), Libération inclut la social-écologie dans les termes de « la rhétorique creuse » qui a contribué à la chute du PS, avec d'autres expressions telles que « vivre-ensemble », ou « gauche de gouvernement ». Après son élection, Olivier Faure continue d'utiliser l'expression pour évoquer l'orientation de son parti : « Notre parti est devenu “social-écologiste” et nous ne déléguons plus ces questions à des partenaires politiques ». Lors des élections européennes de 2019, Le Parisien relève qu'au sein du PS, la « social-écologie » « peu à peu s'impose devant la social-démocratie », et que « sous l'influence de Place publique, le vieux parti à la rose prône désormais « la rencontre du social et de l'écologie » ».

### Dans l'exercice du pouvoir

#### À l'échelle locale
L'alliance entre le PS et les écologistes dans le Pays nantais est perçue comme un exemple de mise en pratique de la social-écologie, dont plusieurs figures émergent sous l'égide de Jean-Marc Ayrault (Ronan Dantec, Jean-Philippe Magnen et François de Rugy). Johanna Rolland, qui succède à Jean-Marc Ayrault comme maire de Nantes, se réclame à son tour de la social-écologie. C'est également le cas de Damien Carême, maire de Grande-Synthe (PS puis EELV),.

#### À l'échelle nationale
En juin 2012, après l'arrivée du PS au pouvoir, la ministre de l'Environnement Nicole Bricq organise pour le mois suivant une conférence environnementale, « à égalité d'importance avec la conférence sociale », en prônant la social-écologie comme méthode. En 2014, Cécile Duflot (Europe Écologie Les Verts) démissionne du gouvernement en expliquant que ce dernier a privilégié la « social-orthodoxie » à la social-écologie : 

« Choisir la social-écologie, cela veut dire ne pas seulement préserver un modèle obsolète, mais préparer un avenir intense en emplois, où l’on produit et consomme différemment. »

### Ouvrages
- Éloi Laurent, Social-Écologie, Flammarion, 2011, 231 p. (ISBN 978-2-08-126467-0, lire en ligne)

### Articles
- Éloi Laurent, « La social-écologie : une perspective théorique et empirique », Revue française des affaires sociales, nos 1-2,‎ 2015 (lire en ligne, consulté le 4 janvier 2017).
- Michel Bisson, « Mettre en œuvre la social-écologie dans les territoires », sur jean-jaures.org, 2 juin 2021 (consulté le 8 juin 2021).